# Přílepy (Rakovníki járás)
Přílepy település Csehországban, Rakovníki járásban. Přílepy Senomaty, Pšovlky, Kolešovice és Kněževes településekkel határos. Lakosainak száma 228 fő (2024. január 1.).

## Népesség
A település lakosságának változását az alábbi diagram mutatja:
| Lakosok száma | 499  | 676  | 652  | 300  | 223  | 194  | 192  | 209  | 216  | 228  |
|               | 1869 | 1900 | 1921 | 1961 | 1980 | 2011 | 2016 | 2019 | 2021 | 2024 |